# Transmissions
Transmissions är ett album av punkrockbandet Green Day från 2007. Skivan innehåller livematerial och inspelningar som tidigare inte släppts officiellt.

## Låtlista
Alla texter är skrivna av Billie Joe Armstrong och all musik av Green Day, om inget annat nämns.

Låtarna 14-18 spelades in live på Woodstockfestivalen, 14 augusti 1994.
1. 409 in Your Coffee Maker - 2:50
2. Welcome to Paradise - 3:29
3. 2000 Light Years Away - 2:21
4. The Judge's Daughter - 2:30
5. Christie Road - 3:39
6. Only of You - 2:48
7. Who Wrote Holden Caulfield? - 2:47
8. Going to Pasalacqua - 3:49
9. Paper Lanterns - 4:23
10. One of My Lies - 1:26
11. Dominated Love Slave - 1:45 (Tré Cool)
12. F.O.D. - 1:12
13. Words I Might Have Ate - 2:49
14. Chump (Live) - 2:32
15. Longview  (Live) - 3:31
16. Basket Case (Live) - 3:23
17. When I Come Around (Live) - 2:49
18. Burnout (Live) - 2:04